# Боленат

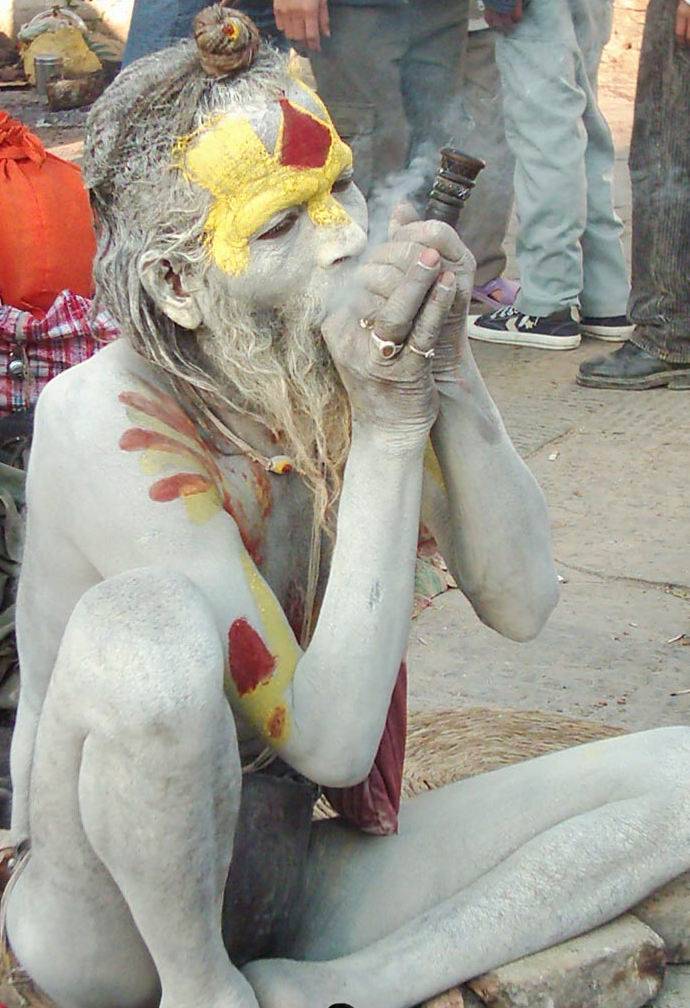
Садху курит Чиллум

Бхоленатх, или Боленатх, или Боленат (санскр. भोलेनाथ, IAST: Bhōlēnātha) — одно из имён индуистского бога Шивы, дословно переводится как покровитель (IAST: nātha) простаков (IAST: bhōlē). В этой ипостаси Шива выступает как простота, наивность, невинность, невовлечённость в мирскую суету, милосердие, доброта, и оказывает покровительство простым людям. Поклонение Шиве как Боленатху распространено среди малоимущих слоёв населения.

## Бом Боленат
В Индии среди низких слоёв населения (в качестве средства отдыха), и в среде святых (садху) и йогов (в качестве средства для медитации) распространено курение чиллума. Традиционно считается что Шива покровительствует этому процессу, особенно в ипостаси Бхоленатха, поэтому перед курением люди говорят «Бом Боленат». Иногда перед курением употребляются три имени Шивы: «Бом Шанкар, Бом Боленат, Бом Шива» или говорят «Бом Бхоленат саб ке сат» (sab ke sath переводится с хинди как «вместе с нами»).